# Glanzende houtskoolzwam
De glanzende houtskoolzwam (Daldinia vernicosa) is een schimmel behorend tot de familie Hypoxylaceae. Hij leeft saprotroof op verbrand hout van Cytisus, berken (Betula) en eiken (Quercus) in heiden of hoogveen. In Scandinavië zou hij vooral op populieren groeien.

## Kenmerken
De vruchtlichamen zijn bol, zwart en sterk glanzend. Met een doorsnede vertonen ze een fraaie afwisseling vertonen van talrijke donkere en lichte, zijdeachtig glanzende, concentrische zones.

## Verspreiding
In Nederland komt hij vrij zeldzaam voor. Hij staat op de rode lijst in de categorie 'Bedreigd'.